# Афродитові
Афродитові (Aphroditidae) — родина кільчастих червів, що належить до ряду Phyllodocida.

## Морфологічні особливості
Афродитові зазвичай мають компактне, овальне, сплощене та дуже широке тіло. Вони виростають до 20 см в довжину і 8–9 см в ширину; тільки Palmyra aurifera невелика: 15 мм завдовжки і 8 мм завширшки. Вигнута спина покрита ворсинкою, яка часто дуже переливається. Кількість сегментів у деяких видів роду Aphrodita становить 32–36, тоді як в інших вона перевищує 40.

## Спосіб життя
Наскільки відомо, Aphroditidae мають хижий спосіб харчування. Біологія розмноження Aphroditidae недостатньо вивчена. Вважається, що у більшості видів розвиток відбувається на стадії вільної личинки. У Palmyra aurifera яйця розміром від 0,3 до 0,4 мм настільки багаті жовтком, що можливий прямий розвиток у червів. Личинки ще ніяк не вивчені.

## Роди
Роди:
- Aphrodita Linnaeus, 1758
- Aphrogenia Kinberg, 1856
- Cyanippa Lucas, 1840
- Halogenia Horst, 1916
- Hermione Blainville,1828
- Hermionopsis Seidler, 1923
- Hermonia Hartman, 1959
- Heteraphrodita Pettibone, 1966
- Homaphrodite Gall & Grauvogel, 1966
- Laetmonice Kinberg, 1856
- Milnesium[сумнівно — обговорити]
- Palaeoaphrodite Alessandrelli & Teruzzi, 1986
- Palmyra Savigny, 1818
- Pholoicola
- Pontogenia Claparède, 1868